# Захарий Зограф
Заха́рий Христов Димитров, известный как Захарий Зогра́ф (1810—1853, Самоков) — крупнейший болгарский художник и иконописец, представитель Болгарского национального возрождения. Знаменит своими иконами и фресками. Часто рассматривается также как основоположник болгарской светской живописи, так как в свои произведения широко вводил портреты современников и предметы быта.

## Биография и творчество
Родился в Самокове, имя отца — Христо Димитров. Учился у своего брата Димитра Христова. Поскольку отец его умер рано, дальше работал вместе с братом. С 1827 года был духовным учеником Неофита Рильского. В 1831 году брат признал его равным партнером, то есть Захарий получил статус мастера. Прозвище «зограф» (изограф) по гречески означает просто художник, иконописец.

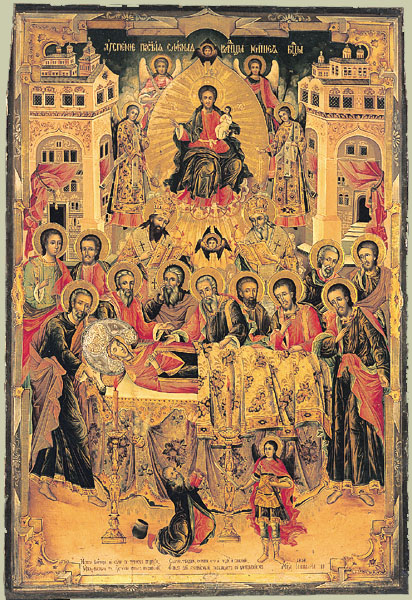
Успение Богородицы (1838), церковь Богородицы в Копривштице

В 1841 году вместе с учениками расписал церкви Архангела и Николая Бачковского монастыря.
В 1847 году был приглашен, чтобы расписать новопостроенную церковь Успения Богородицы в Троянском монастыре (Троян). Расписал все внутренние стены церкви, а также галерею. Кроме канонических сюжетов (ангельский, праздничный, пророческий чины) изобразил несколько групповых портретов ктиторов, болгарских, сербских и (впервые в болгарской живописи) русских святых (Борис и Глеб, Дмитрий Ростовский). На своде галереи выполнил сюжеты из Апокалипсиса, на стенах — фрески «Страшный Суд» и «Круг Жизни».
Захарий Зограф расписал также церкви Преображенского монастыря в Велико-Тырново и главную церковь Рильского монастыря.
Среди фресок в трех первых монастырях есть автопортреты художника, что крайне необычно для того времени.
К его самым известным произведениям также относятся иконы церкви Константина и Елены в Пловдиве, церкви Богородицы в Копривштице, и в некоторых других монастырях.
В 1851—1852 годах был приглашен и в течение 17 месяцев работал на горе Афон, где расписал придел Великой Лавры. Затем вернулся в Самоков, где выполнил множество портретов.
Умер 14 июня 1853 года от тифа.
Некоторые исследователи считают, что фрески Захария, хотя выполнены на высоком техническом уровне, являются довольно поверхностными. Епископ Порфирий Успенский, исследователь его творчества, писал, что фрески Захария в Великой Лавре «оскорбляют эстетический вкус». С другой стороны, его иконы представляют сплав канонической болгарской церковной живописи, воспринятой им через отца, брата и старших современников (например, Димитр Молеров), и новых тенденций светского искусства. За отступления от канона Захарий считается основоположником светской болгарской живописи.
Племянником Захария был болгарский художник Станислав Доспевский (настоящее имя Зафир Зограф, сын Димитра).

## Галерея

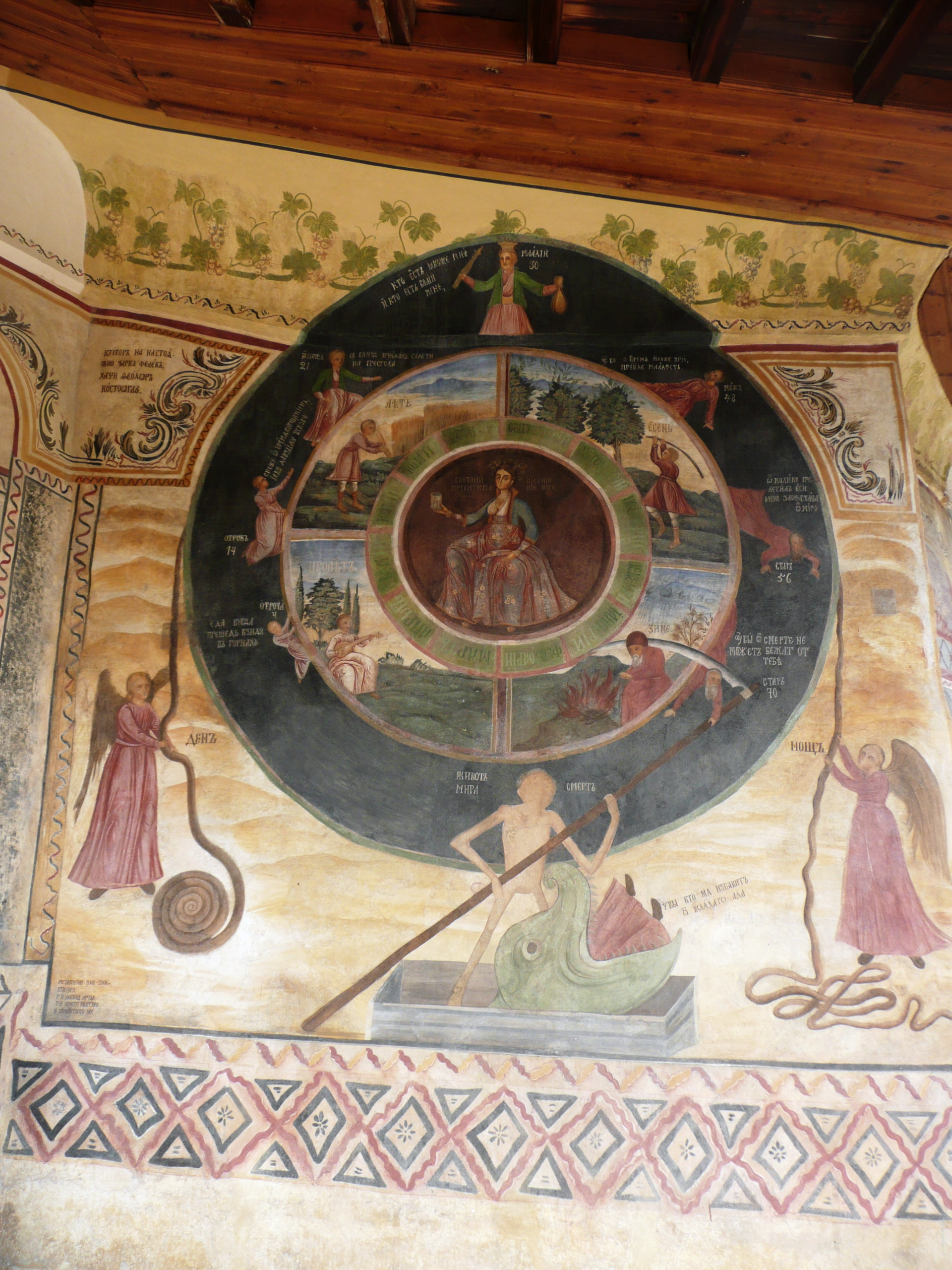
Круг жизни, Преображенский монастырь, Велико-Тырново
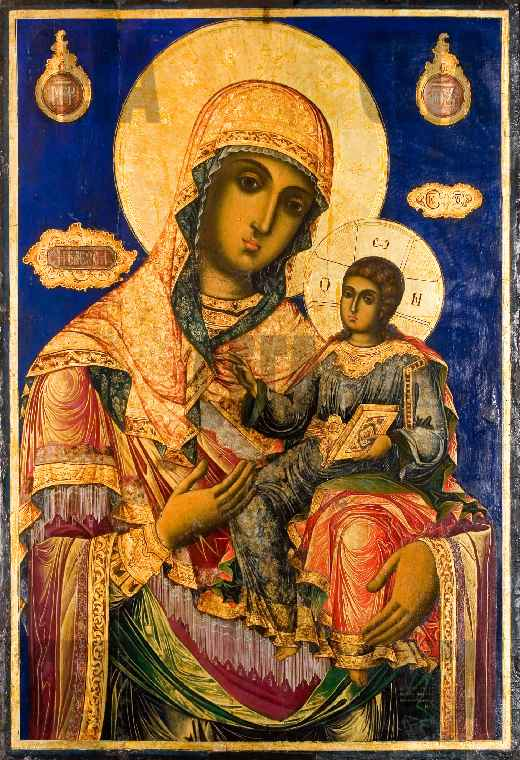
Богоматерь с младенцем, церковь Архангела, Бачковский монастырь
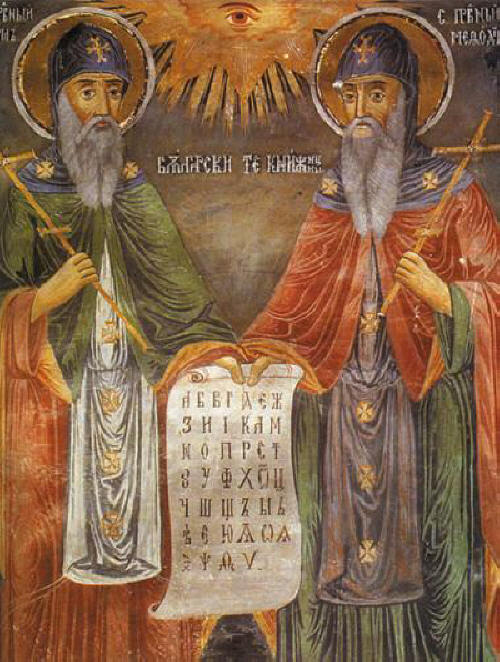
Святые Кирилл и Мефодий (1848), Троянский монастырь
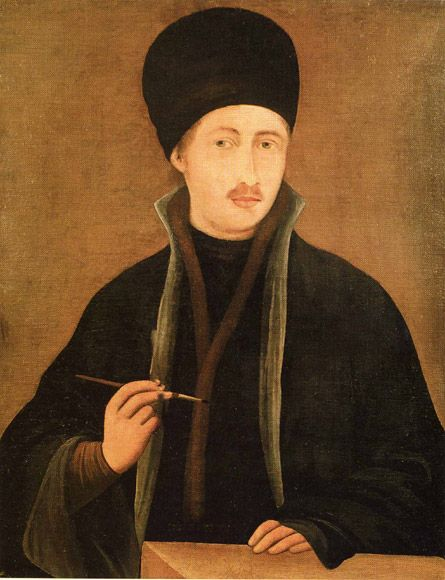
Автопортрет, Национальная художественная галерея Болгарии, София